# Düpow
Düpow ist ein Ortsteil der Stadt Perleberg im Landkreis Prignitz. Mit 355 Einwohnern ist der Ort nach der Kernstadt der bevölkerungsreichste Ortsteil der Stadt.

## Geografie
Das Angerdorf Düpow mit einer Dorfkirche auf einem erhöhten Platz liegt im Südosten der Stadt Perleberg. Die ursprüngliche Form wurde durch den Bau der Chaussee und den Gasthof deformiert. Im Norden berührt Düpow den Perleberger Ortsteil Spiegelhagen, im Nordosten den Ortsteil Rosenhagen. Im Osten und Südosten grenzt Düpow an die Gemeinde Plattenburg.
Nahezu die gesamte West- und Nordgrenze folgt dem Verlauf der Rose, wobei sich durch Kanalisierung des Baches im Oberlauf heute leichte Abweichungen ergeben. Auch die historische Perleberger Landwehr verlief entlang dieser Grenze. Im Süden und Südwesten wird Düpows Grenze vom Jeetzbach markiert, in den sich die Rose ergießt. Am Jeetzbach lassen sich die leichten Abweichungen ebenfalls durch die spätere Flussbegradigung erklären.
Im Südwesten des Ortsteils zwischen Jeetzbach und Rose liegt mit der Düpower Heide ein Teil der waldreichen Perleberger Heide. Sie ist Teil des Biosphärenreservats Flusslandschaft Elbe-Brandenburg.

## Geschichte

### Frühgeschichte bis 15. Jahrhundert
1937 fanden Experten im „Moorfeld“ rund 500 Meter südöstlich des Dorfkerns einen Hacksilberschatz, der aus dem Ende des 10. Jahrhunderts stammt. Die erste bekannte urkundliche Erwähnung Düpows stammt aus dem Jahre 1239, als ein Wesselinus de Dupow in Perleberg auftrat. Weitere Schreibweisen waren 1426 to Dupow, 1440 Duppow, 1442 to Dopow, 1472 zu Duppaw und 1481 to Dubbow. Düpow war in seiner Geschichte in bis zu zehn Anteile aufgeteilt. Der erste Anteil war von vor 1440 bis 1872 im Besitz der Herrschaft Putlitz bzw. dem Gut Wolfshagen (1632, 1745) und dem Gut Groß Pankow. In dieser Zeit war es von 1726 bis 1757 im Pfandbesitz der von Platen, seit 1757 wieder im Besitz der Gans Edlen Herren zu Putlitz. Der erste Anteil umfasste den Schulzen mit ½ Hufe und vier Einhufner (1490). Seit 1510 umfasste er außerdem die zwei Höfe des Strelemann (siehe 6. Anteil) sowie ¼ der Gerichtsbarkeit (1588). Im Jahr 1632 wurden zwei Hufner und zwei Kossäten an den Perleberger Bürgermeister Hasse verpfändet. Sie befanden sich noch 1721 im Pfandbesitz einer Erbin Hasse und des Ehemanns Zernitz. Im Jahr 1679 wurden etliche Höfe in Düpow und Kleinow an den Einnehmer der Prignitzschen Ritterschaft Johann Neumann wiederverkaufsweise veräußert. Der Vertrag wurde 1706 bis 1719 verlängert; eine Reluition erfolgte wohl nicht (siehe auch 3. Anteil).
Den zweiten Anteil besaßen vor 1438 Heinrich und Jorge Düpow. Er kam (vor?) 1438 bis 1872 zur Herrschaft Kletzke, darunter bis 1707/1719 an die von Quitzow zu Kletzke und Eldenburg, 1707/1719 bis 1797 an die von Kameke, 1797 bis 1805 an die von Knobelsdorf und seit 1805 an den Freiherrn von Eckardstein. In dieser Zeit kam es im Jahr 1440 zu einem Streit um den Besitz in Düpow. Der Besitz umfasste im 16. und 17. Jahrhundert je vier Hufner, zwei Kossäten, 3⁄8 der Gerichtsbarkeit und die Afterlehen (1560, 1588) bzw. drei Hufner, einen Kossäten und 3⁄8 der Straßengerichtsbarkeit (1688) bzw. vier Zweihufner, einen Kossäten, ¼ der Straßengerichtsbarkeit und die Afterlehen (1707) bzw. vier Zweihufner, einen Kossäten, ¼ der Straßengerichtsbarkeit und die Afterlehen (1707) bzw. das Gut Kletzke über acht Bauern, zwei Kossäten (1745) und ein Anteil an der Ober- und Untergerichtsbarkeit (1846).
Einen dritten Anteil besaßen ebenfalls von vor 1438 Heinrich und Jorge Düpow. Der Besitz kam im Jahr 1438 zu den von Karstedt zu Groß Gottschow, ein Lehnsmann der Gans Edlen Herren zu Putlitz, die ihn bis 1608 hielten. Bei der Übergabe im Jahr 1438 kam es jedoch zu einem Streit mit den von Quitzow (siehe auch zweiter Anteil). Die von Karstedt verkauften zwei Höfe mit vier Hufen im Jahr 1442 an die Familie Strelemann (siehe 6. Anteil) und besaßen danach noch die Hebungen aus einem Hof (1536) bzw. über ½ Hufe (1567) bzw. über eine Hufe (1598). Über die von Holst zu Groß Gottschow kam der Anteil (1608) wahrscheinlich an den Regierungsrat Neumann zu Perleberg und Magdeburg. Der vierte Anteil lag von vor 1592 bis 1618 bei der Familie von Rohr zu Neuhausen und Klein Linde. Er umfasste 1618 zwei Bauern und kam im genannten Jahr an die Familie von Winterfeld zu Neuhausen, Dallmin (1686) und Klein Linde, die ihn bis 1734 hielten. Anschließend übernahm der Zolldirektor Seebaldt zu Klein Linde zwei Bauern (1745). Der Anteil fiel 1759 an die von Karstedt zu Klein Linde und Kaltenhof, die ihn bis 1872 hielten. Der fünfte Anteil war von vor 1426 bis nach 1481 im Besitz des Perleberger Bürgers Burghagen bzw. bei den von Burghagen zu Burghagen und umfasste drei Höfe (1426) bzw. neun Hufen und zwölf Kossäten bzw. das halbe Dorf (1481). Der Verbleib des Anteils ist bislang nicht bekannt; möglicherweise ist der Besitz danach aufgesplittert. Der Perleberger Bürger Strelemann besaß von 1442 bis 1510 zwei Zweihufnerhöfe mit Gerichtsbarkeit und Dienst. Er hatte diesen Besitz im Jahr 1442 von den von Karstedt zu Groß Gottschow erworben (siehe 3. Anteil) und verkaufte ihn 1510 an die Gans Edlen Herren zu Putlitz (siehe 1. Anteil). Der siebte Anteil war im Jahr 1499 im Besitz des Perleberger Bürgers Dobberzin. Es handelte sich um Hebungen (1499), die 1544 wahrscheinlich durch eine Heirat mit der Familie Kemnitz aus Pritzwalk in die Familie gelangte. Ein achter Anteil war von vor 1551 bis nach 1645 im Besitz des Bürgers Rulow aus Perleberg und umfasste Hebungen aus einem Hof (1551, 1599 und 1645). Der neunte Anteil gehörte von vor 1541 bis nach 1850 der Pfarre bzw. der Inspektion in Perleberg und umfasste einen Bauern. Der zehnte Anteil umfasste das Kirchenpatronat und war von vor 1542 bis nach 1860 im Besitz des Rates zu Perleberg.
Im Dorf kam es im Jahr 1426 zu Schäden an drei Bauernhöfen, die dem Burghagenschen Anteil zuzurechnen waren. Sie wurden von mecklenburgischen Raubrittern niedergebrannt. Ein erneuter Überfall fand im Jahr 1432 statt, ebenso im Jahr 1448, als vier Pflugpferde gestohlen wurden.

### 16. Jahrhundert
Im Jahr 1542 gab es ein Pfarrhaus mit einem Garten und einer Hufe Land sowie dem Kornzehnt. Der Pfarrer erhielt außerdem jährlich ungefähr vier Wispel allerlei Korn und 1/3 am Schmalzehnt. Einen Küster gab es zu dieser Zeit nicht; sein Amt wurde von einem Bürger aus Perleberg übernommen. In Düpow lebten im Jahr 1576 insgesamt 16 Hufner und neun Kossäten.

### 17. Jahrhundert
Nach 1600 erschien ein eigener Küster in Düpow und Spielhagen. Die Kirche besaß zu dieser Zeit einen Acker, auf dem etwa vier Scheffel Saat ausgebracht wurden. Hinzu kamen zwei Wiesen. Im Jahr 1652 lebten im Dorf 23 Personen in fünf Hufnerhöfen und neun Kossätenhöfen. In einer weiteren Statistik aus dem Jahr 1672 wurden zwei Schulzen geführt. Detailliertere Angaben liegen aus dem Jahr 1686 vor. Demnach gab es 15 Zweihufner, darunter zwei Schulzen, einen Halbhufner mit einer Hufe, sechs Kossäten, drei Kötter mit etwas Land, zwei Einlieger und einen Kuhhirten, der auch die Schweine mit hütete. Die Gemarkung war insgesamt 31 Hufen groß; darauf wurden 21 Wispel 5 ½ Scheffel Aussaat ausgebracht. Die Bauern bewirtschafteten drei Felder und bauten dort Roggen und Gerste an. Die Wiese war mittelmäßig und brachte vier Fuder Heu pro Hufner. Ebenso als mittelmäßig wurden der Acker, die Weide und die Hütung beschrieben.

### 18. Jahrhundert
In Düpow lebten im Jahr 1719 insgesamt 15 Hufner, sieben Kossäten, sechs Kötter, ein Paar Einlieger und ein Hirte ohne Vieh. Für 1734 wurden aufgeführt: 15 Bauern, sieben Kossäten, 14 Hauslinge, ein Hirte und 31 Hufen; 1745 waren es 16 Bauern, sechs Kossäten und drei Kötter. Eine weitere Statistik aus dem Jahr 1760 führte 15 Hufner, sieben Kossäten, drei Kötter, ein Paar Einlieger und einen Kuhhirten auf. Für das Jahr 1791 wurden schließlich 15 Bauern, ein Halbbauer, sieben Kossäten, zwei Büdner, 12 Hausleute und 45 Feuerstellen (= Haushalte) verzeichnet.

### 19. Jahrhundert
Im Dorf gab es im Jahr 1801 insgesamt 13 Ganzbauern, einen Halbbauern, sechs Kossäten, drei Büdner, 18 Einlieger und 45 Feuerstellen. Das Dorf umfasste 49 Wohnhäuser (1846). Die Ackerflächen wurden 1852 im Zwei-, Drei- und Vierfeldersystem bewirtschaftet. Die Bauern betrieben Rind- und Viehzucht für den eigenen Bedarf. Der Ackerbau war die Haupteinnahmequelle; es gab keine überlieferten Nebenbeschäftigungen. Düpow umfasste im Jahr 1860 insgesamt 3008 Morgen (Mg): 5 Mg Gehöfte, 5 Mg Gartenland, 1688 Mg Acker, 255 Mg Wiese, 825 Mg Weide, 10 Mg Torf, 250 Mg Wald. Darauf standen vier öffentliche, 60 Wohn- und 50 Wirtschaftsgebäude.

### 20. Jahrhundert
Zur Jahrhundertwende gab es auf 831 Hektar (ha) Fläche insgesamt 66 Häuser. Eine Statistik aus dem Jahr 1907 führte auf: einen Gemeindevorsteher, acht Bauern, vier Kossäten, 13 Landwirte, drei Eigentümer, einen Gastwirt, einen Mühlenbesitzer, einen Schmiedemeister, einen Tischler, einen Zimmermann, einen Händler, einen Lehrer, einen Altsitzer, zwei Rentner und zwei Witwen. Düpow wurde 1931 Gemeinde mit 60 Wohnhäusern. Im Jahr 1939 gab es elf land- und forstwirtschaftliche Betriebe mit einer Fläche zwischen 20 und 100 ha. Weitere zwölf Betriebe waren zwischen 10 und 20, elf zwischen 5 und 10 ha sowie 29 zwischen 0,5 und 5 ha groß. Dort arbeiteten in Summe 173 Personen. Weitere 84 Personen waren in Industrie- und Handwerk, 18 in Handel und Verkehr beschäftigt.
Nach dem Zweiten Weltkrieg wurden im Rahmen der Bodenreform 1946 insgesamt 27,66 ha enteignet und aufgeteilt: vier Neubauern erhielten 8,44 ha, 13 Altbauern insgesamt 19,13 ha. Im Jahr 1952 gründete sich eine LPG Typ I Neues Deutschland mit fünf Mitgliedern und 19,20 ha Fläche, die bis 1960 auf 30 Mitglieder und 182,38 ha Fläche angewachsen war. Außerdem gab es eine LPG Typ III mit 38 Mitgliedern und 375,19 ha Fläche, die sich 1968 zusammenschlossen. In Düpow befand sich ein Haltepunkt der am 15. Oktober 1897 eröffneten Schmalspurbahn Perleberg–Kyritz, im Volksmund Pollo genannt. Am 31. Mai 1969 wurde der Betrieb eingestellt. Im Jahr 1970 schloss sich die LPG in Düpow an die LPG Frohe Zukunft in Sükow an. Am 3. Juli 1972 wurde Düpow in die Kreisstadt Perleberg eingemeindet. Im gleichen Jahr gab es im Dorf ein Ausrüstungskombinat für Geflügel- und Kleintieranlagen Perleberg, Betrieb Düpow. Seit 1985 ist Düpow ein Ortsteil von Perleberg.

## Wirtschaft und Infrastruktur, Verkehr
In Düpow liegt eines der Perleberger Gewerbegebiete.
Mitten durch Düpow verläuft die Bundesstraße 5.

## Kultur und Sehenswürdigkeiten

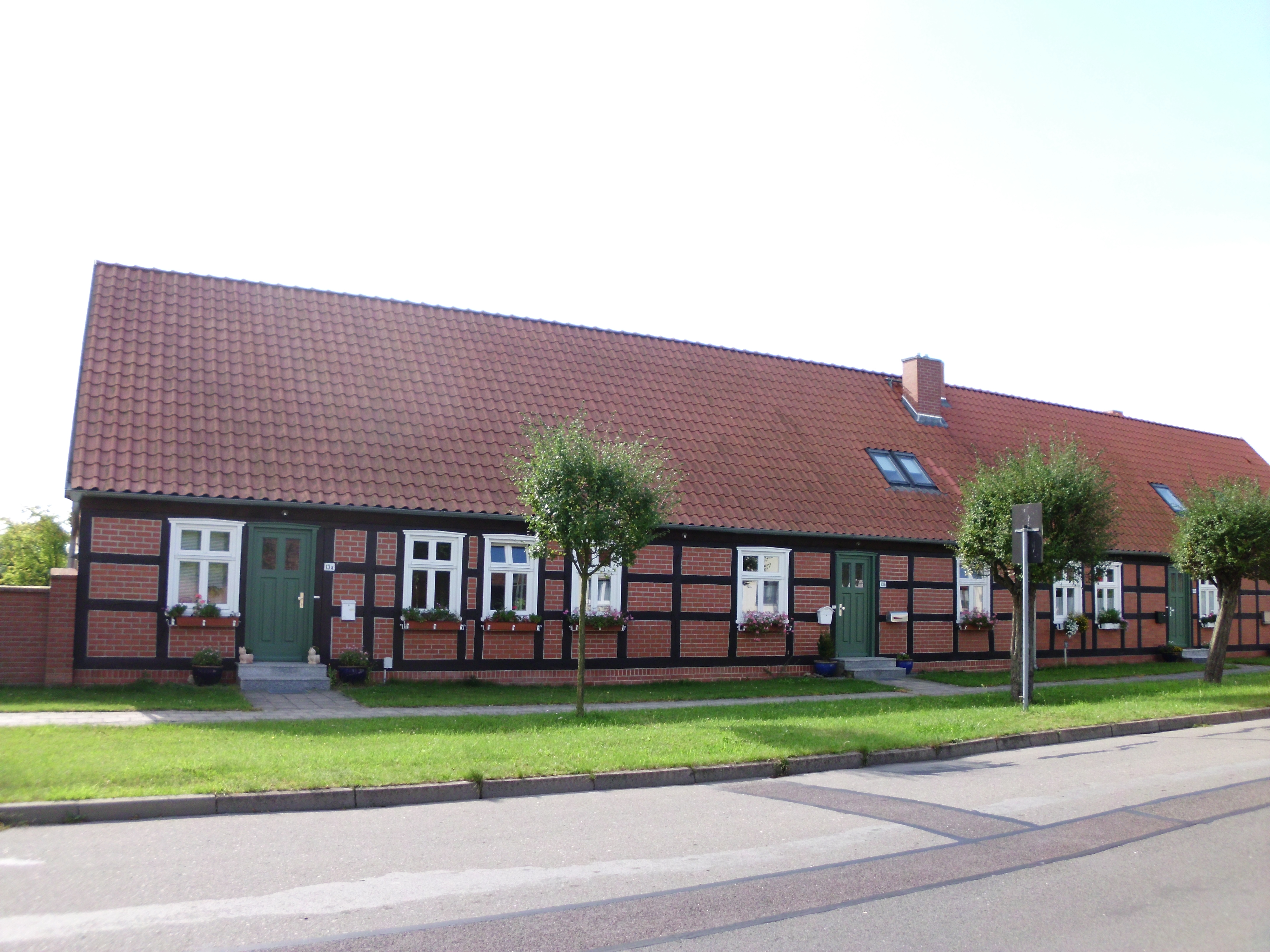
Denkmalgeschütztes Gehöft in der Dorfstraße 13a-c

- Die ältesten Teile der Feldsteinkirche in Düpow wurden Ende des 13. Jahrhunderts errichtet. Auf dem unteren Turmteil aus dem 14. Jahrhundert sitzt die Glockenstube aus dem späten 15. Jahrhundert.[10] Die Kirchturmglocke stammt von 1466.[3]
- Die Gebäude in der Dorfstraße 13a-c, 17, 20/20a, 34, 44/44a und 54 stehen unter Denkmalschutz.

## Einwohnerentwicklung
| Datum         | Einwohnerzahl |
| ------------- | ------------- |
| 1800          | 231           |
| 1817          | 251           |
| 1840          | 312           |
| 1858          | 360           |
| 1895          | 361           |
| 1925          | 339           |
| 1939          | 320           |
| 1946          | 461           |
| 11. Jan. 2011 | 355           |
| 31. Dez. 2012 | 356           |